# Rico Rodriguez
Rico Rodriguez (College Station, 31 luglio 1998) è un attore statunitense.
È conosciuto per il suo ruolo di Manny Delgado in Modern Family. Ha scritto un libro pubblicato nel 2012.

## Biografia
Rodriguez è nato nel College Station, in Texas, da Diane e Roy Rodriguez, di origini messicane. È fratello di Danilo Canicchio Ray e Roy Jr. e di Raini Rodriguez, anche lei attrice. Il suo carattere reale è simile a quello del suo personaggio in Modern Family.

### Carriera
Rodriguez non aveva mai considerato di diventare un attore prima del 2006, quando sua sorella Raini diventò attrice. "Pensavo di entrare alla NASCAR e di andare sulla luna", ha dichiarato in un'intervista nel 2010.
Ha il ruolo di Manny Delgado in Modern Family, una sitcom prodotta dalla ABC. 
Rodriguez co-vincitore dello Screen Actors Guild Award for Outstanding Performance come migliore serie comica in due occasioni (2011 e 2012). 
Nel 2012 ha pubblicato un libro dal titolo Reel Life Lessons... So Far.

## Filmografia

### Televisione
- Jimmy Kimmel Live! (2006–2007) – Ice cream kid prankster (10 episodi)
- Cory in the House (2007) – Rico (21 episodi)
- 'Til Death (2007) (1 episodio)
- E.R. - Medici in prima linea (2007) – James (1 episodio)
- Nip/Tuck (2007) – Kid #1 (1 episodio)
- iCarly (2007) – Boy riding toy horse (Episodio: "iRue the Day")
- My Name Is Earl (2008) – Kid (1 episodio)
- NCIS - Unità anticrimine (2009) (Stagione 6, Episodio 19: "Hide and Seek") – Travis
- Modern Family (2009–2020) – Manny Delgado
- Sesame Street (2010) – Presente
- Kick Buttowski: Suburban Daredevil (2011) (1 episodio)
- Good Luck Charlie (2011) – Leo (1 episodio)
- R.L. Stine's The Haunting Hour (2012) – Chi (Episodeio "The Weeping Woman")
- Mad (2012) – Norman / Costumed Boy / Linus van Pelt (1 episodio)

### Cinema
- Epic Movie, regia di Jason Friedberg e Aaron Seltzer (2007)
- Parker, cortometraggio (2007)
- Babysitters Beware (2008)
- Opposite Day, regia di R. Michael Givens (2009)
- I Muppet, regia James Bobin (2011)
- Endgame, regia di Carmen Marron (2015)
- El Americano: The Movie, regia di Ricardo Arnaiz e Mike Kunkel — voce di Cuco (2016)

## Premi e riconoscimenti
- 2010 Young Artist Award for Outstanding Young Ensemble in a TV series (condiviso con Nolan Gould e Ariel Winter) (vinto)
- 2010 Teen Choice Awards for Choice TV Breakout Male (nominato)
- 2011 Young Artist Award for Outstanding Young Ensemble in a TV series (condiviso con Nolan Gould e Ariel Winter) (nominato)
- 2011 Teen Choice Award for Choice TV Scene Stealer (Nominato)
- 2013 Teen Choice Award for Choice TV Scene Stealer: Male (Nominato)
- Entertainment Magazine for Entertainer of the Year